# Madiun
Madiun è una città dell'Indonesia, situata nella provincia di Giava Orientale.